# 293707 Govoradloanatoly
293707 Govoradloanatoly è un asteroide della fascia principale. Scoperto nel 2007, presenta un'orbita caratterizzata da un semiasse maggiore pari a 2,2837585 UA e da un'eccentricità di 0,1393948, inclinata di 5,83086° rispetto all'eclittica.